# Kleinsendelbach
Kleinsendelbach là một đô thị thuộc huyện Forchheim trong bang Bayern nước Đức. Đô thị Kleinsendelbach có diện tích 7,5 km², dân số thời điểm 31 tháng 12 năm 2006 là 1540 người.